# 约翰·亚岱尔
约翰·亚代尔（英語：John Adair，1757年1月9日—1840年5月19日）是美国拓荒者、军人和政治家，曾任肯塔基州第八任州长、联邦众议员和联邦参议员。亚代尔生于南卡罗莱纳州，曾加入州民兵投身革命战争，期间两度沦为英军战俘。战争结束后，他是南卡罗莱纳州批准联邦宪法的大会代表。
1786年迁居肯塔基州后，亚代尔投身西北印第安战争，曾于1792年在圣克莱尔堡附近与美洲原住民迈阿密人酋长小乌龟发生遭遇战。凭借参与两场战事所积累的名声，他于1792年成为肯塔基州制宪会议代表，由此走上从政之路。从1793到1803年间，亚代尔共有8次当选肯塔基州众议员，还是1802到1803年间肯塔基州众议院的议长，并且也是1799年该州第二次制宪大会的代表。1805年，肯塔基州联邦参议员约翰·布雷肯里奇辞职成为总统托马斯·杰斐逊内阁的总检察长，亚代尔获选填补空缺，但因卷入副总统阿龙·伯尔的叛国案而未能在次年的选举中赢得完整的参议员任期。经过漫长的司法大案，法庭认为他没有任何不当行为，并下令作出指控的詹姆斯·威尔金森将军向他道歉。但是，这起事件造成的负面影响仍然让他在十多年的时间里没有回归政坛。
亚代尔之后投身1812年战争，随后又长期为受到安德鲁·杰克逊指控在新奥尔良战役中表现懦弱的肯塔基州军人辩护，这些事迹都让他的名誉得以恢复。1817年，亚代尔回到政治舞台，他参战时的指挥官艾萨克·谢尔比这时正第二次担任州长。谢尔比指派亚代尔担任州民兵指挥官。1820年，肯塔基州经济因1819年大恐慌以及随之而来的经济衰退遭受重创，亚代尔以缓解财政困局为竞选纲领在选举中获胜，当选第八任肯塔基州州长。他在经济上的主要成绩是建立联邦银行，但其它许多金融改革提议都遭肯塔基州上诉法院认定违宪。卸任州长后，亚代尔还成为联邦众议员，但任期表现平淡无奇，之后也没有竞选连任。1840年5月19日，约翰·亚代尔在哈洛兹柏格逝世，终年83岁。

## 早年生活
约翰·亚岱尔于1757年1月9日在南卡罗莱纳州切斯特县出生，他的父亲叫巴伦·威廉（Baron William），母亲叫玛丽·亚岱尔（Mary Adair），摩尔（Moore）是母亲的娘家姓:168。约翰在北卡罗莱纳州夏洛特的学校接受教育，并在美国独立战争爆发后加入南卡罗莱纳殖民地民兵队伍。他获派加入朋友爱德华·莱西（Edward Lacey）的团，在托马斯·萨姆特（Thomas Sumter）上校指挥下参加了落基山战役（Battle of Rocky Mount）中殖民地对一处保皇党前哨站的突击，这次行动以失败告终，但亚岱尔接下来参与的吊岩战役（Battle of Hanging Rock）还是取得了胜利。1780年8月16日，殖民地军队在卡姆登战役中落败，亚岱尔被英军擒为战俘。在长达数月的监禁过程中，他感染了天花，还受到英军的严苛对待。虽然他曾一度逃脱，但由于感染天花方面原因导致无法逃到安全地点，仅三天后就被英军伯纳斯特·塔尔顿上校再度擒获。之后，他得以通过战俘交换获释。1781年，他成为南卡罗莱纳州民兵中尉并投身尤托斯普林斯战役（Battle of Eutaw Springs），这也是南、北卡罗莱纳州在独立战争期间的最后一场大型战役。战争结束后，爱德华·莱西当选切斯特县警长，亚岱尔则继任了莱西的县太平绅士一职，之后还获选成为南卡罗莱纳州批准联邦宪法大会的代表。
1784年，亚岱尔与凯瑟琳·帕尔默（Katherine Palmer）成婚，两人一共生了十个女儿，两个儿子。其中一个女儿嫁给了托马斯·贝尔·门罗，他之后会在亚岱尔担任州长期间成为州务卿，并且还会当选联邦法官。1786年，亚岱尔一家向西迁入肯塔基州，在默瑟县定居。

## 西北印第安战争
1791年，亚岱尔以上尉军衔参加西北印第安战争，并很快获提升为少校并分配到詹姆斯·威尔金森的旅:168。1792年11月6日，亚岱尔带领约100人在俄亥俄州圣克莱尔堡附近执行侦察任务时与美洲原住民迈阿密人酋长小乌龟（Little Turtle）带领的一队人马发生遭遇战。迈阿密人发起进攻时，亚岱尔下令乔治·麦迪逊（George Madison，他之后也将成为肯塔基州州长）攻击敌军右翼，自己带领25人攻击左翼。他本打算由一位下属打头阵，但这位军官在亚岱尔下令前就已阵亡。这一攻势迫使迈阿密人撤退，亚岱尔的手下因此得以脱身。他们撤回营地并建立防线，迈阿密人被迫撤军。亚岱尔麾下有6人阵亡，4人失踪，5人受伤，伤者中包括麦迪逊和理查德·泰勒（Richard Taylor），后者的儿子扎卡里·泰勒之后会成为美国总统。
亚岱尔的胆识和作战能力受到上校赏识并因此获提升为中校。他成为查尔斯·斯科特的部下，后者之后会当选肯塔基州第四任州长:168。1794年，亚岱尔协助建设格林维尔堡，并向正在作战的安东尼·韦恩（Anthony Wayne）运送补给物资，直到韦恩在鹿寨战役中取得决定性的胜利。

## 早年从政经历

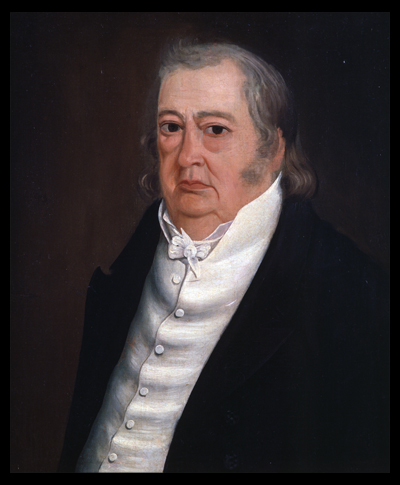
1804年，州长詹姆斯·加勒德任命亚岱尔担任州土地办公室登记员

军旅生涯为亚岱尔获得了民意支持，他于1792年成为肯塔基州制宪大会代表。肯塔基州加入美国联邦后，他又于1793到1795年当选肯塔基州众议员。他一直积极参与肯塔基州民兵事务，于1797年2月25日晋升准将，并成为该州民兵第2旅的指挥官。1799年12月16日，亚岱尔再获提升为少将，并指挥肯塔基州民兵第2师。
1798，亚岱尔回到肯塔基州众议院，肯塔基州选民决定在1799年召开另一场制宪大会，对第一次制订宪法中存在的多处问题予以修正，亚岱尔再度获选与会。会上，以亚岱尔为首的一部分代表反对民选官员权力和任期方面的大部分限制，特别是对立法议员的限制:77。1800年到1803年，他连续当选州众议员。1800年，亚岱尔竞选联邦参议员席位，但被前不久结束的制宪大会上公认的领袖人物约翰·布雷肯里奇以压倒性优势击败，州议会的投票结果是68比13。1802年，亚岱尔在州众议院议长的竞选中以30票比14票战胜州长詹姆斯·加勒德的人选埃尔德·大卫·珀维安斯（Elder David Purviance）:69。他接下来在州众议院任职期间将一直担任议长。1802年，肯塔基州议会决定建立亚代尔县，该县就是以这位议长命名。
1804年，加勒德提名亚岱尔担任州土地办公室登记员:78。亚岱尔已是加勒德向州参议院提名的第7名人选，参议院批准了提名，标志着州长和州议会在这一任命问题上持续两个月的纠葛终于结束:78。这年晚些时候，亚岱尔再次成为联邦参议员候选人，他的主要对手是在任参议员约翰·布朗。亨利·克莱支持布朗连任，但亚岱尔则得到了费利克斯·格伦迪的支持。格伦迪指控布朗参与了将肯塔基州变得西班牙一个省的阴谋，伤害了布朗的名誉。议会连续进行了六轮投票，亚岱尔的得票数虽然最多，但均未超过半数。克莱于是改为支持更受欢迎的巴克纳·瑟斯顿（Buckner Thruston），瑟斯顿在第七轮投票中击败亚岱尔当选。格伦迪在州议会的影响力持续增长，1805年8月，约翰·布雷肯里奇辞去联邦参议员职位接受总统托马斯·杰斐逊任命当选联邦总检察长，亚岱尔终于得以继任当选参议员。

## 叛国指控
1805年，前副总统阿龙·伯尔到访肯塔基州，于5月25日到达法兰克福，同前参议员约翰·布朗同住:85。伯尔在此行期间与包括亚岱尔在内的多位政要交流，探讨从西班牙手中夺取墨西哥的可能性:85。大部分人在与他交谈时都相信他代表的是联邦政府，旨在扩大美国在墨西哥的势力范围。亚岱尔也是如此，他还收到自己之前在部队的长官詹姆斯·威尔金森的信件，信中似乎也证实了这一可能。然而，伯尔却于1806年在法兰克福被捕并控以叛国罪名。官方声称他实际上是打算在西班牙领土上建立一个新的独立国家。

阿龙·伯尔（图）和约翰·亚岱尔受到对美国怀有二心的指控，但大陪审团没有对任何一人提出起诉

亨利·克莱深信前副总统是清白的，他成为伯尔的律师，约瑟夫·汉密尔顿·戴维斯是案件的检察官:86。庭审由哈里·英尼斯（Harry Innes）主持，11月11日开始:86。检方的一位关键证人戴维斯·弗洛伊德（Davis Floyd）这时正在印第安纳州议会任职而无法出庭，因此检察官只能请求延期:86。案件延至12月2日再次开庭，但检方又由于同样身为证人的亚岱尔无法出席而再次请求延期:86。亚岱尔前往路易斯安那州考察自己前不久买下的一块土地。到达新奥尔良后，他被当时正担任路易斯安那领地总督的詹姆斯·威尔金森逮捕。
克莱坚持在亚岱尔缺席的情况下开审，次日，检方提出控罪，伯尔面临判国罪的指控，而亚岱尔则是他的同谋:86。听取证词后，大陪审团否决了起诉亚岱尔的提议，并在两天后同样决定不起诉伯尔:86。得到大陪审团平反后，亚岱尔将威尔金森告上联邦法庭。两人之间的法律拉锯战持续了数年之久，法院最后裁定威尔金森没有对亚岱尔不利的实质性证据，命令威尔金森向亚岱尔公开道歉并赔偿2500美元损失。但是，亚岱尔的无罪开释和反诉讼上的成功来得太晚，他的政治生涯已经受到无法挽回的打击。由于涉嫌伯尔叛国案，他输掉了1806年11月的联邦参议员选举，未能赢得完整任期，并且他也没有等到自己任期结束就于1806年11月18日选择了辞职。

## 1812年战争

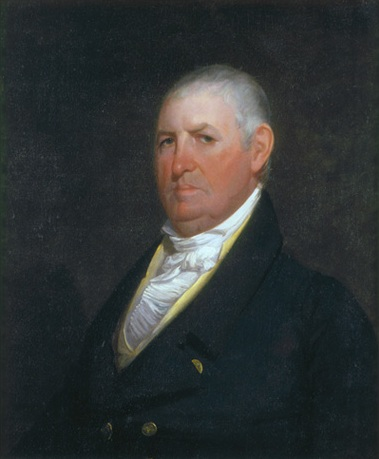
艾萨克·谢尔比任命亚岱尔担任肯塔基州民兵指挥官

1812年战争爆发后，亚岱尔再次加入肯塔基州民兵。1813年9月10日，奥利弗·哈泽德·佩里在伊利湖战役中取胜，威廉·亨利·哈里森呼吁很得民心的独立战争英雄、肯塔基州州长艾萨克·谢尔比在州内招兵买马，并与自己共同进军加拿大。谢尔比请亚岱尔担任自己的首席副官:42，他的第二副手约翰·J·克里滕登（John J. Crittenden）之后也会成为肯塔基州州长和联邦参议员，而将成为亚岱尔手下副州长，并担任联邦参议员和美国邮政署长的威廉·T·巴里则是谢尔比的秘书:42。亚岱尔在战事中的表现赢得了赞誉，特别是1813年10月5日为美国赢得决定性胜利的泰晤士河战役（Battle of the Thames）。谢尔比称赞了亚岱尔的成绩，于1814年任命他担任肯塔基州民兵指挥官并晋升准将。
1814年末，安德鲁·杰克逊要求肯塔基州提供增援，帮助自己防御墨西哥湾。亚岱尔很快就召集了三个团，但联邦政府既没有提供武器，也没有提供交通工具:93。当时州民兵的军需处长小詹姆斯·泰勒（James Taylor）通过用自家土地抵押贸款筹集了6000美元用于购买船只运送亚岱尔的手下:93。具体的人数之后出现争议，不同来源给出的数字范围从700到1500不等:94。许多人都没有武器，即使是有武器的，其主要装备也是自己的民用步枪。亚岱尔本是约翰·托马斯（John Thomas）副手，但由于托马斯正好在开战前不久病倒，因此亚岱尔必须独自对所有参加战斗的肯塔基人负责:185。
1815年1月7日，亚岱尔前往新奥尔良，请求该市官员从军械库中借一些武器来武装他的民兵:73。市官员同意了，但要求对此保密，不要让该市居民知道军械库中的武器已经外借:73。这些武器装在盒子里面，于1月7日晚送到亚岱尔的营地:74。根据亚岱尔的提议，他的手下安置在威廉·卡罗尔（William Carroll）率领的田纳西州民兵后方，属于后备兵力:74。这样，无论哪片美军战线受到英军最强烈的进攻，他们都可以迅速提供增援:74。
杰克逊显然对亚岱尔的方案一无所知，当晚，他命令约翰·戴维斯（John Davis）上校率领400名赤手空拳的肯塔基州民兵前去新奥尔良获取武器，然后再去增援密西西比河西岸由大卫·摩根（David B. Morgan）带领的450名路易斯安那州民兵:94:182。众人到达新奥尔良后才得知，该市的兵器已送至亚岱尔的兵营:98。市民们将自己能够找到的武器都收集起来——其中大部分是各种年久失修的老步枪——交给戴维斯的手下:98。一共只有约200人拿到了这些武器，在距新奥尔良战役开始前数小时向摩根报到:182，剩下的人则由于没有武器而只能返回主营地:182。
1月8日，英军向美军阵地逼近，他们显然打算通过以卡罗尔带领的田纳西州民兵为缺口突破美军战线，于是亚岱尔派出自己的手下前去增援:77。美军的主战线顺利击退了英军的进攻，一共只有6名美军阵亡，7人受伤:178。与此同时，戴维斯率领的肯塔基州民兵在到达摩根的营地后却被派去迎战英军的第二波进攻:182。他们一来兵力远不及对手，同时装备也很差，并且也没有防御工事的掩护和炮火支援，因此很快就遭到包抄而被迫撤退:182。摩根手下的民兵看到肯塔基人撤退后竟然也放弃了他们的防御工事，亚岱尔之后还指责他们甚至没有开过一枪:182。英军很快就放弃了他们刚刚攻下的阵地，但在其它方面的光辉胜利面前，这一挫折让杰克逊深感不满:182。

## 与安德鲁·杰克逊之间的争议
杰克逊在正式报告中指责肯塔基州民兵的撤退是密西西比河西岸防线崩溃的根本原因，许多肯塔基人还觉得报告中对东岸亚岱尔的民兵在保护美军战线、确保获得胜利中发挥的重要作用轻描淡写:106:179。戴维斯的手下坚持认为，这一报告是在杰克逊对事实存在误解的情况下作出的，要求亚岱尔请求法庭质询，案件于1815年2月开审，田纳西州的卡罗尔少将主持审理:109:184。法院在报告中裁定，“考虑到所处位置、武器不足以及其他方面原因，肯塔基州民兵的撤退是情有可原的”，并且西岸部分的构成上也存在问题，拥有三门火炮支援和牢固工事保护的500名路易斯安那州军人只需要保护180米的战线；而戴维斯手下的170名肯塔基州军人不但武器落后，只有一条小沟的保护，却需要坚守超过270米的战线:109-110。1816年2月10日，肯塔基州议会通过决议案向亚岱尔致谢，感谢他在新奥尔良战役中的贡献，以及为受到杰克逊指控的将士辩护:126。

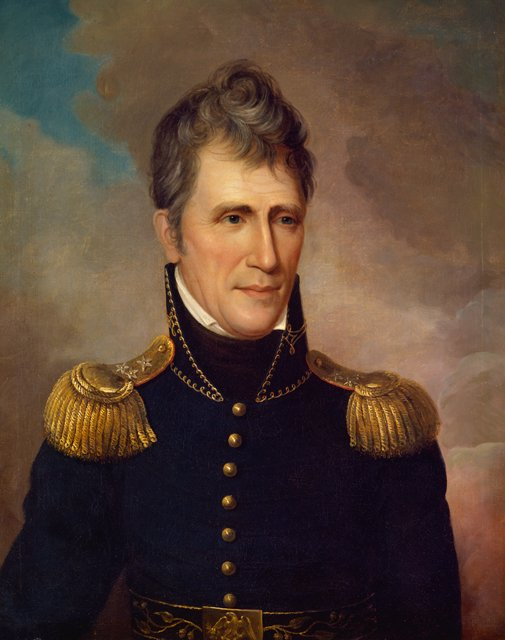
安德鲁·杰克逊与亚岱尔就肯塔基州民兵在新奥尔良战役中的表现存在公开性的争议

杰克逊认可了法院的结论，但是这一结论并没有像包括亚岱尔在内的许多肯塔基人所期望的那样全面驳斥杰克逊的报告:184。亚岱尔和杰克逊本是密友，他给对方去信，坚持要求杰克逊收回或更改正式报告，但后者回绝了:111-112:184。1815年6月，约翰·托马斯（John Thomas）的秘书·赫姆（H. P. Helm）向法兰克福的一家报纸公开了一位“将军”在正式报告所写下的备注:185。根据这些备注，“将军”如今已经确信，起初的报告中有关戴维斯的手下表现懦弱的说法与事实不符，他们的撤退“不但情有可原，而且绝对正当”:185。人们普遍认为这正是杰克逊对亚岱尔去信的回应，文章随后在肯塔基州各地重印刊发:185。不过之后证实这位“将军”实际上是约翰·托马斯将军，杰克逊实际上根本没看到过这些备注:185。赫姆声称自己有向刊印这些备注内容的报纸去信提出纠正，但始终未见刊发:185。
1817年，面对波士顿一家报纸对肯塔基州民兵的批评，这些备注又一次予以发表，这次杰克逊终于看到了这些内容:186。他给当时的《肯塔基报道》（Kentucky Reporter）去信，谴责这些备注是伪造的:185。《肯塔基报道》经过调查后刊文，解释了托马斯的备注是如何被误认为是由杰克逊所写:185。他们没有印发杰克逊的来信，因为觉得信中指控这些备注乃蓄意伪造的说法太具煽动性（之后也证实这一指控并不属实）:186。该报纸的编辑们还承诺，如果已经采取的做法还不能让杰克逊感到满意，他们就会全文刊发他对这一问题的任何补充说明:186。1817年4月，杰克逊再度回复，他不但重申那些备注是伪造的，而且暗示亚岱尔故意歪曲了其中的内容，并且这些备注可能就是亚岱尔自己伪造的:187-188。亚岱尔认为，杰克逊称这些备注是“披着真正西班牙式外衣的伪造菜式”，这样的说法是露骨地指称自己参与了伯尔的阴谋:191。杰克逊还暗示，自己没有在报告中提及肯塔基民兵在战场上的其他不光彩行为，来表明自己并没有故意针对肯塔基人的倾向:189。这封信将争议推到全国性的聚光灯下，促使亚岱尔继续同杰克逊互通书信，为戴维斯手下辩护的同时，还要反驳对方的阴谋指控:190。1817年5月，他在回信中再次重申对肯塔基州民兵在新奥尔良战役中表现的辩护，驳斥杰克逊的许多指控既无关紧要，也不真实:191-192。他断然否认自己参与了任何阴谋，严厉批评杰克逊在没有证据的情况下作出这样的指控:192。对于杰克逊有关西班牙的暗示，亚岱尔还回忆称杰克逊也和伯尔有牵连:192。
杰克逊无法拿出亚岱尔涉嫌不当行为的实质性证据，于是提供了对方有可能参与共谋的间接证据:192-193。由于需要同切罗基人进行条约谈判，他的回信直到1817年9月3日才印发出来，其中还根据间隔和距离进行复杂的计算，指称亚岱尔在新奥尔良战役中所统领的军人只有他声称数目的一半:192。他还进一步指称，亚岱尔在明知自己手下的其他旅团已经拿走了新奥尔良的武器时，仍然命令戴维斯前去获取武器:194。如果亚岱尔没有下达过一个这样愚蠢的命令，那么他就根本没有统领自己所声称的那么多人:194。杰克逊在最后表示，这是他针对此事的最后一次回应:195。1817年10月29日，亚岱尔作出回应，称自己因在等待新奥尔良方向送来一些文件导致回复延迟，这些文件也一直都没有送来:195。他在回信中引述杰克逊之前的信件内容，证明对方早在1815年就知道了托马斯所写备注的存在，并且也知道这些备注是托马斯写的，但当时却有意选择不做回应:196。他还坚称统领的人数正如自己一直在报告中所称的那样有近千人，并反问杰克逊为什么直到这时才对人数提出质疑:196。最后，他声称自己不但是奉杰克逊之令从新奥尔良获取武器，而且还是骑着杰克逊的马前去新奥尔良进行交易:197。据称这封信促使亚岱尔或杰克逊挑战对方要求决斗，但在两人朋友的劝说下，冲突得以避免，没有任何文字记载证实两人有进行决斗:199。两人之间的紧张关系最终得到了缓和，1828年末杰克逊的夫人蕾切尔·杰克逊（Rachel Jackson）去世时，亚岱尔也亲自前去安慰:201。1824、1828和1832年美国总统选举期间，亚岱尔还为有杰克逊竞选:201。杰克逊的反对者则将他的信件副本汇编成册，于这些选举期间用来在肯塔基州做负面宣传:180。

## 肯塔基州州长

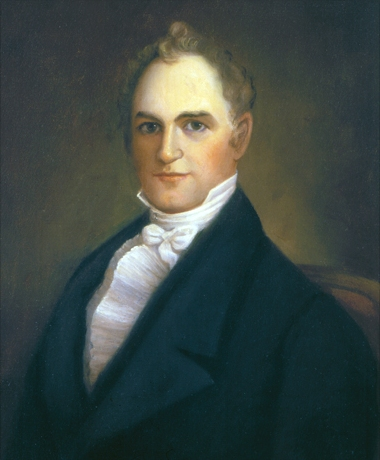
约瑟夫·德沙是亚岱尔在1820年州长选举中的其中一名对手

参加1812年战争，以及随后同杰克逊的书信往来恢复了亚岱尔的声誉。他继续担任民兵指挥官，直到1817年选民让他重返州众议院。同年他获提名为众议院议长，虽然最终未能当选，但他还是得到了跨党派的支持，这主要是因为他在书信中坚持为肯塔基州民兵辩护:180。
1819年大恐慌是美国历史上首次重大金融危机，受其影响，债务减免成为主要的政治议题:15。联邦政府于1817年建立了美国第二银行，其严格的信贷政策对肯塔基州的债务人阶层造成沉重打击。在任州长加布里埃尔·斯劳特曾为一些受该州大额债务人阶层青睐的措施游说，其中又以向美国第二银行驻路易斯维尔和列克星敦分行征收惩罚性税收最为典型:14。第二党体系在这个年代尚未形成，但围绕债务减免问题还是出现了两大对立派系:23。第一个派系主要由土地投机商构成，这些人大多通过信贷构买了大量土地，但因金融危机的影响而无法按时偿还债务。这一派有赈灾党或赈灾派之称，主张通过更多对债务人有利的立法:14。另一派则是反赈灾党或反赈灾派（大部分成员是肯塔基州的上流社会阶层，这其中又有大部分是土地投机商的债权人），他们要求其合同能够在没有政府干预的情况下得到履行:15。他们声称，政府的任何干预都无法给予债务人有效帮助，这样的做法只能导致经济衰退的时间延长:15。
作为1812年战争老将，并且还曾积极、公开地为肯塔基州民兵辩护，亚岱尔的民意支持率很高，是赈灾派毫无争议的领袖:23。在1820年肯塔基州州长选举中， 他的得票率在4位民主共和党候选人中位居第一，成功当选该州行政首长:110。亚岱尔获得了2万零493票，联邦参议员威廉·洛根（William Logan）得到1万9947票，约瑟夫·德沙获得1万2418票，安东尼·巴特勒（Anthony Butler）上校9567票:127。赈灾派党徒还获得了对肯塔基州议会两院的控制权:110:19。

### 债务减免
肯塔基历史学家洛厄尔·哈里森（Lowell H. Harrison）指出，亚岱尔担任州长期间最重要的举措就是在1820年建立了联邦银行。该行慷慨地提供贷款并发行纸币，虽然纸币价值很快就跌至低于面值，但那些拒绝接受这些贬值纸币的债权人必须等上两年才能寻求临时归还令:110。为了激发人们对这些贬值纸币的信心，亚岱尔规定州内所有官员的薪金都将通过联邦银行发行的纸币发放:72。
州内的另一家银行肯塔基银行坚持遵循较为保守的银行惯例:110。虽然该行提供的纸币价值与面值接近，但能够提供的贷款也很少，这让赈灾派议员感到愤怒，他们因此于1822年12月撤销了该银的经营许可:110。在亚岱尔的监督下，肯塔基州废除了负债人监狱制度，并制订了更严格的反赌博法。议员还禁止对那些他们认为谋生必需的物品进行强制拍卖，这些物品包括一匹马、一件犁、一把锄头和一把斧头:110。
肯塔基州上诉法院是当时该州的最高法院，该院裁定拒绝接受贬值纸币的债权人必须等上两年才能寻求临时归还令的法律因损及契约义务而无效。与此同时，联邦最高法院还对格林诉比德尔案（Green v. Biddle）作出裁决，其中认为，由于肯塔基在成为单独的州前是弗吉尼亚州的一个地区，因此在这一时期里弗吉尼亚州对该地区授权的土地归属就拥有优先权，虽然这些土地之后成为了肯塔基州的一部分，但新州对相应土地的划分、所有权的转让不能够和之前弗吉尼亚州的相应授权冲突:44-45。亚岱尔于1823年向州议会发表演说时谴责了这一判决，告诫议员遵从人民的意愿，不要受到联邦政府和司法部门的干扰:34。亚岱尔的强硬立场让赈灾派议员深受鼓舞，开始着手解除之前曾裁决减免债务立法违宪的三名上诉法院法官，以及曾做出类似裁决的下级法院法官詹姆斯·克拉克（James Clark）的职务:110。不过，将法官解职需要两院都有至少三分之二的多数议员支持，赈灾派议员无法达到这样的多数，几位法官因此得以幸免:110。

### 亚岱尔任内的其它举措
亚岱尔呼吁立法部门建立公立学校体系。为此，州议会通过法案，建议州“文学基金”，联邦银行累计净利润有一半流入了这一基金:149。全州各县在建立“普通教育体系”时都可以申请一定比例的基金。但由于经济环境动荡，州议会经常通过投票从基金中挪用款项支付其它优先需要，这其中又以内部改善建设为主。

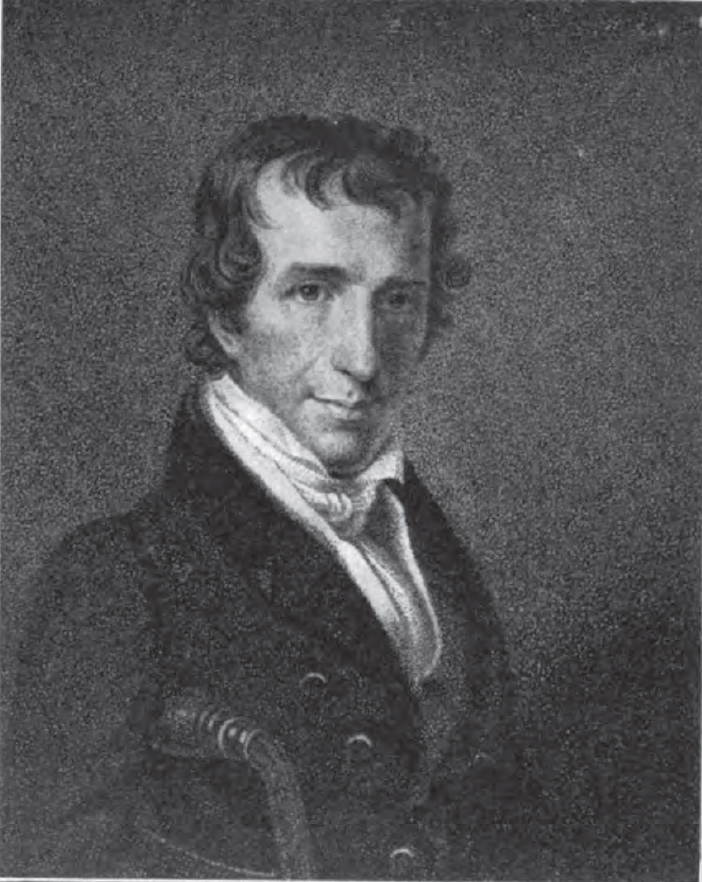
威廉·T·巴里是亚岱尔手下的副州长

前任州长加布里埃尔·斯劳特任命的州务卿约翰·波普与亚岱尔手下的副州长威廉··巴里领头，带领一个由州议会法案授权的六人委员会对组建普通学校的可行性进行研究:149。1822年12月，委员会向州议会递交了“巴里报告”（Barry Report），这份报告受到包括约翰·亚当斯、托马斯·杰斐逊和詹姆斯·麦迪逊等颇有影响力的人士称赞:149。报告由委员会成员阿莫斯·肯德尔编撰，其中批评了当时在州内盛行的批地院校，因为这样的院校只在那些富裕的城镇才行得通。报告中还总结认为，单凭文学基金不足以有效支撑普遍学校体系，其中建议只向那些征收县级税收资助公立学校体系的县提供基金支持。但是，州议员在很大程度上无视了这份报告，肯塔基历史学家托马斯·D·克拉克（Thomas D. Clark）称这是“美国教育史上最严重的失误之一”。
亚岱尔支持密苏里妥协，他的支持在肯塔基州议员对妥协案的批准过程中起到了积极作用。他主张对监狱进行改造，为精神病患者提供更好的治疗条件。他还负责监督了一项内部改善方案的制订，其中包括改进俄亥俄河的导航状况。

## 晚年生活
由于州宪法中禁止州长连任，亚岱尔卸任州长后就退休回到自己位于默瑟县的农场。回归私人生活后不久，他就开始抱怨联邦银行纸币的严重贬值——这时其价值已经只有面值的一半——并诉请州议员采取措施、亡羊补牢:72。一位曾身为赈灾派领袖的前州长却要来申诉赈灾立法的不良影响，这促使反赈灾派议员进行了讽刺性的庆祝活动:72。
1831年，亚岱尔作为杰克逊民主党人当选肯塔基州联邦众议员，这也是他从事的最后一份公职。他在第22届国会期间担任众议院军事委员会委员会:170。亚岱尔在这个任期里只发表了一次演说，并且由于声音实在太小，导致没有人知道他究竟是抱持什么立场。众议院的记者推测，这次演说与联邦军队中配备的马匹有关。1833年，亚岱尔没有竞选连任，从此离开了公众视野。

## 谢世和纪念
1840年5月19日，约翰·亚岱尔在肯塔基州哈洛兹柏格的家中去世，遗骨就近下葬在他的庄园怀特厅。1872年，他的遗骨被迁至法兰克福公墓，州政府还在他的坟前立起了碑。
除了肯塔基州的亚代尔县以外，密苏里州的亚代尔县和爱荷华州的亚代尔县，以及肯塔基州的阿达尔维尔和爱荷华州的阿代尔，都是以他的名字命名以示纪念。